# NGC 15
NGC 15 est une galaxie spirale située dans la constellation de Pégase. Elle a été découverte par l'astronome allemand Albert Marth en 1864.

## Caractéristiques
Sa vitesse par rapport au fond diffus cosmologique est de 5 983 ± 26 km/s, ce qui correspond à une distance de Hubble de 88,3 ± 6,2 Mpc (∼288 millions d'al).
La classe de luminosité de NGC 15 est I et elle présente une large raie HI.
À ce jour, trois mesures non basées sur le décalage vers le rouge (redshift) donnent une distance de 124,667 ± 2,082 Mpc (∼407 millions d'al), ce qui est à l'extérieur de l'intervalle de la distance de Hubble. Notons cependant que c'est avec la valeur moyenne des mesures indépendantes, lorsqu'elles existent, que la base de données NASA/IPAC calcule le diamètre d'une galaxie et qu'en conséquence le diamètre de NGC 15 pourrait être d'environ 30,8 kpc (∼100 000 al) si on utilisait la distance de Hubble pour le calculer.